# 5.º Batallón de Defensa Antitanque
El 5.º Batallón de Defensa Antitanque (5. Panzer-Abwehr-Abteilung) fue un Batallón de defensa antitanque del Ejército alemán (Heer) durante la Segunda Guerra Mundial.

## Historia
Formado el 15 de octubre de 1935 en Villingen-Schwarzwald, como unidad de la 5.ª División de Infantería. Durante la movilización del batallón, se le asignó la 1.ª Compañía/55.ª Compañía de Ametralladoras. El 21 de marzo de 1940 es renombrado 5.º Batallón Antitanque. La unidad de reemplazo fue el 5.º Batallón de Defensa Antitanque de Reemplazo.

## Comandantes
- Capitán Meinrad von Lauchert - (15 de octubre de 1935 - 10 de noviembre de 1938)(?)*
- Mayor Ernst Becht - (15 de octubre de 1935 - 1 de octubre de 1936)
- Mayor Rüdiger von Schuler - (1 de octubre de 1937)
- Mayor Helmet Golden - (1 de agosto de 1938)

Nota: En otras fuentes se menciona que el Capitán Meinrad von Lauchert no fue comandante del batallón, sino como Comandante de compañía del batallón.*